# Hidrosztatikus hajtás

Néhány hidraulika elem rajzjele

A hidrosztatikus hajtások az erőgépek és a munkagépek között az energiát folyadéknyomás segítségével viszik át. A hidrosztatikus hajtás térfogat kiszorításos elven működő szivattyúból, forgó mozgást végző hidromotorból vagy egyenesvonalú mozgást végző munkahengerből, az ezeket összekötő csővezetékből, valamint a működtetést vezérlő szelepekből és segédberendezésekből áll. Örvényszivattyúból és turbinából álló hajtások a hidrodinamikus hajtások, ezekkel ez a szócikk nem foglalkozik.

## Egyszerű hidrosztatikus körfolyamat
Az ábrán egy egyszerű hidrosztatikus hajtás vázlata látható. A hidraulika folyadék tartályából egy fogaskerék szivattyú szállítja a folyadékot állandó térfogatárammal. Ha a szivattyú üzemel, de a rendszert nem működtetik, a nyomóvezetékben a nyomás megnő és kinyitja a rugó terhelésű nyomáshatároló szelepet, melyen keresztül a hidraulika folyadék munkavégzés nélkül visszafolyik a tartályba. Ha a kezelő a kézi vezérlő szelepet jobbra húzza, összeköttetés jön létre a frissolaj  és a munkahenger jobb oldali tere közt, ezzel nyomóerő hat a dugattyú jobb oldalára és egyúttal a bal oldali kamra tere összeköttetésbe kerül az elfolyó vezetékkel, mely visszavezeti a hidraulika folyadékot a tartályba: a dugattyú balra mozdul el. Középső állásban mind a hozzáfolyás mind az elfolyás mindkét irányban zárva van, így a dugattyú helyben marad, a vezérlő szelep balra mozdításakor pedig a dugattyú jobbra halad.
Megjeggyzendő, hogy bár a vezérlő szerv a szokásos gépészeti elnevezések szerint tolattyú, a hidraulikus és pneumatikus rendszereknél szelepnek szokás nevezni.
Ez az egyszerű körfolyamat helyesen működik, de hátránya, hogy ha a szivattyút hajtó motor állandóan forog, a rendszer akkor is a legnagyobb teljesítményt veszi igénybe, ha a dugattyú nem mozog. Sokszor mégis alkalmaznak ilyeneket. A kialakult gyakorlat szerint a hidraulikus hajtások tipizált, szabványos méretű és nyomású elemekből épülnek fel. Ezek az elemek kiváló minőségben kereskedelemben beszerezhetők, belőlük bármilyen egyedi hajtás könnyen megtervezhető és összeállítható. Ritkán használt hajtásoknál (például tehergépkocsi kisegítő darujának mozgatása) az egyszerű felépítés a kevésbé jó hatásfokot ellensúlyozza. 

## Szivattyúk, motorok
A szivattyúk és hidromotorok térfogatkiszorítási elven működnek. A szivattyúkat legtöbb esetben villanymotorok működtetik, járműveken azonban az erőforrás többnyire dízelmotor vagy benzinmotor. Az egyszerűbbek percenként állandó térfogatot szállítanak (az erőforrás állandó fordulatszáma esetén) de vannak olyan gépek, melyeknek folyadékszállítása változtatható.

### Fogaskerékszivattyúk
A fogaskerékszivattyúnál a két kapcsolódó fogaskerék közül az egyik a hajtó motorral tengelykapcsolóval összekötött tengelyre van szerelve, a másik szabadon fut. A hidraulika folyadékot a fogak közötti térfogat szállítja. Gyártanak hagyományosabb külső fogazású kerekekkel szerelt szivattyúkat, melyeknél az üzemi nyomás elérheti a 250 bart is, a fordulatszáma 200-4000 1/min lehet. A belső fogazású szivattyúk kisebb méretűek és jobb a volumetrikus hatásfokuk (vagyis a réseken kevesebb közeg szivárog vissza a szívóoldalra.) A fogaskerekes szivattyúk legfőbb előnye az egyszerű, olcsó szerkezet és a könnyű gyárthatóság.

### Csúszólapátos szivattyúk
A csúszólapátos (lamellás, szárnylapátos) szivattyúk hengeres furatú házban excentrikusan csapágyazott tengely körül forog a forgórész, melynek radiális hornyaiba illesztett csúszólapátok tudnak sugárirányban elmozdulni. Működés közben a centrifugális erő a lapátokat a ház hengeres furatának palástjához szorítja, a lapátok közötti térfogat pedig forgás közben a szívónyílástól kezdve fokozatosan nő, majd a nyomó nyílás fel csökken, így folyadékot képes szállítani. Ezek a szivattyúk általában közepes nyomástartományban (100-160 bar) használatosak, fordulatszámuk általában 50 és 3000 1/min közé esik. A lapátok csúszása következtében élettartamuk kisebb.

### Csavarszivattyúk
A csavarszivattyúk két vagy három egymáshoz csatlakozó különleges kiképzésű menettel legyártott csavarorsóból állnak. A csavarmenetek profilja olyan kialakítású, hogy a csatlakozó felületek biztosítsák a tömítést. Az együtt forgó orsók közt a közeg tengelyirányban halad. A csavarszivattyúkat 25-160 bar nyomásra építik be, fordulatszámuk 500-4000 1/min közé esik.

### Axiáldugattyús szivattyúk
Nagynyomású hidraulikákban dugattyús szivattyúkat használnak, melyeknél a tömítést a legegyszerűbb megoldani, ezért volumetrikus hatásfokuk a legjobb, bár szerkezetük bonyolultabb. Ezeknek a szivattyúknak másik előnye, hogy a folyadékszállítás változtatása megoldható. A dugattyús szivattyúk egy hengerének folyadékszállítása egy periódus alatt változó, többnyire szinuszfüggvény vagy ahhoz hasonló függvény szerint változik az időben. Emiatt mindig többhengeres szivattyúkat használnak, melyek eredő folyadékszállítása majdnem állandó, a kis ingadozást a flexibilis tömlők gyakorlatilag kiküszöbölik.
Az axiáldugattyús szivattyúk neve azt mutatja, hogy a hengerek és a dugattyúk a hajtó tengellyel párhuzamosan helyezkednek el. A dugattyúk egy hengertömbbe a tengelye körül egyenletesen elosztott furatokban mozognak. Mozgatásukra egy ferde tárcsa (néha támolygó tárcsának is nevezik) szolgál, melynek a dugattyúk végei (általában gömbcsuklós csatlakozással) nekitámaszkodnak. A ferde tárcsa és a hengerblokk egymáshoz képest elfordulása a dugattyúkat előre-hátra mozgatja a furatukban, ezzel a hidraulika folyadékot beszívják, majd ellenkező irányú mozgásukkor a nyomócsonkon keresztül kinyomják. A folyadék áramlását nem szelepek, hanem a hengertömbhöz képest elforduló lemezen készített két félgyűrű alakú nyílás vezérli. A fenti működést többféle szerkezeti kialakítás valósíthatja meg: Van olyan, ahol a hengertömb forog, a tárcsa áll, van ahol a tárcsát a hengertömbbel szöget bezáró tengely forgatja, van, ahol a ferde tárcsa áll. Az axiáldugattyús szivattyúk által előállított nyomás a 350-600 bar értéket is eléri. A folyadékszállítás változtatását a ferde tárcsa szögének állításával lehet megvalósítani.

### Radiáldugattyús szivattyúk
A radiáldugattyús szivattyúk hengerblokkjába sugárirányban elhelyezkedő furatokban mozognak a dugattyúk, melyeket egy excentrikusan elhelyezkedő vezérlő elem kényszerít alternáló mozgásra. A mozgást vezérlő elem a hengertömbhöz képest relatív forgást végez, szerkezeti kiviteltől függően vagy az egyik vagy a másik rögzített. A folyadékszállítást az excentricitással lehet változtatni. Ezek a szivattyúk 600-700 bar nyomás előállítására képesek igen jó hatásfokkal.

## Hidrosztatikus motorok
A volumetrikus elven működő szivattyúk mindegyike felhasználható hidraulikus motorként. A fogaskerekes motorok lényegében megegyeznek a szivattyúkkal. Ezeket olyan esetekben használják, ahol nincs szükség nagy indítónyomatékra. 600-2500 /min fordulatszámtartományban 150 bar nyomásig használatosak. A csúszólapátos motorok alkalmazása gyakori. Nagy indítónyomatékkal rendelkeznek a különleges fogazású orbit-motorok. A hidrosztatikus motorok is mindig többhengeresek az állandó nyomaték és fordulatszám céljából. Legtöbbször páratlan számú hengert építenek be, hogy az álló motor minden helyzetből képes legyen elindulni.

## Munkahengerek
A változatos méretekben gyártott hidraulikus munkahengerek dugattyúi egyenesvonalú mozgást végeznek. Segítségükkel a legkülönbözőbb mechanizmusok alternáló mozgásai működtethetőek. Könnyű beépíthetőségüket a gömbcsuklós csatlakozások is elősegítik. A munkahengerek készülnek egyszeres működésű, kétszeres működésű és rugóval záró kivitelben. Igen hosszú löketű munkahengereket teleszkópos kivitelben gyártanak.

## Szelepek
A hidrosztatikus rendszerekben az áramlás jellemzőinek változtatására szelepeket használnak. A szelepekkel változtatható a hidraulika folyadék áramlási iránya, nyomása és térfogatárama.

### Nyomásirányító szelepek
A nyomásirányító szelepek a rendszerben fellépő nyomás nagyságát vagy két vezetékben fellépő nyomás arányát szabályozzák. A nyomáshatároló (túlfolyó) szelepek megvédik a rendszert a túlnyomástól. Egyszerű esetben rugóval terhelt leeresztő szelep, mely akkor nyit, ha a nyomás meghaladja a rugóval beállított értéket és a felesleges folyadékot visszavezeti a tartályba. A rugóerő nagysága (és így a lefúvási nyomás) a rugó előfeszítésével beállítható. Elővezérelt szelep esetén a rugó feletti térbe a munkafolyadék szűkítőnyíláson keresztül átfolyhat, így a szelepdugattyú mindkét oldalára ugyanaz a nyomás hat és a rugóerő biztonsággal zárja az elfolyást. A felső tér nyomását egy kis pilótaszelep (mely maga is túlfolyószelep) tartja. Ha ez a ki szelep kinyit, a nagy szelep feletti térből lecsökkenti a nyomást és a nagy szelep is kinyit.

### Útváltó szelepek
Az útváltó szelepek a hidraulika folyadék útját zárják el és nyitják meg, rendszerint egyidejűleg több irányban. Elnevezésük két, tört jellel elválasztott szám: az első az egy állásban csatlakozó csatornák (csőcsonkok) száma, a másik a stabil kapcsolási helyzetek számát jelöli. Így például a 4/3 útváltónak négy csatlakozási pontja és három állása van. Az ábrán is 4/3 útváltó jelképe látható. A legtöbb esetben az útváltó szelepek szerkezeti kialakításuk szerint valójában tolattyúk. A kereskedelemben kapható útváltó szelepek háza olyan kialakítású, hogy közvetlenül egymáshoz csatlakoztathatók, így könnyen megvalósítható egy kézi irányító tömb kialakítása. Az útváltó szelepek működtetése lehet kézi, elektromos vagy hidraulikus. Kézi vezérlésnél a kezelő a tolattyút az egyik végéhez csatlakozó egykarú emelővel mozgatja. Hidraulikus mozgatásnál a tolattyú két végére eltérő nyomású folyadékot vezetnek, ami a tolattyút úgy mozdítja el, mint egy munkahenger dugattyúját. Elektromos vezérlésnél a tolattyút elektromágnes mozgatja.

## Segédberendezések
A hidraulika folyadékot tartályból szívja a szivattyú rendszerint szűrőn keresztül, ide folyik vissza a nyomáshatároló szelepektől, illetve nyitott körfolyamatok esetén a munkahenger terheletlen oldaláról visszafolyó folyadék is. A rendszer üzeme során fellépő energiaveszteségek (súrlódás, fojtás) a hidraulika folyadékot melegítik, így adott esetben hűtőt is kell alkalmazni. Szűrőket visszafolyó ágakba is építenek. 
A folyadékszállítás egyenletesebbé tétele, folyadékütés kiküszöbölésére és esetleges nagy pillanatnyi folyadékáram biztosítás végett hidraulikus akkumulátorokat is beépítenek a rendszerbe. Ezek zárt nyomástartó edények, melyekben súllyal vagy rúgóval terhelt dugattyúk tartanak egyensúlyt a folyadéknyomással, illetve membrán vagy tömlő választja el a folyadékot valamilyen semleges gáz (nitrogén) terétől.
A segédberendezéseket célszerű egy egységbe szerelni, ezeket hidraulikus tápegységként készen is forgalmazzák.

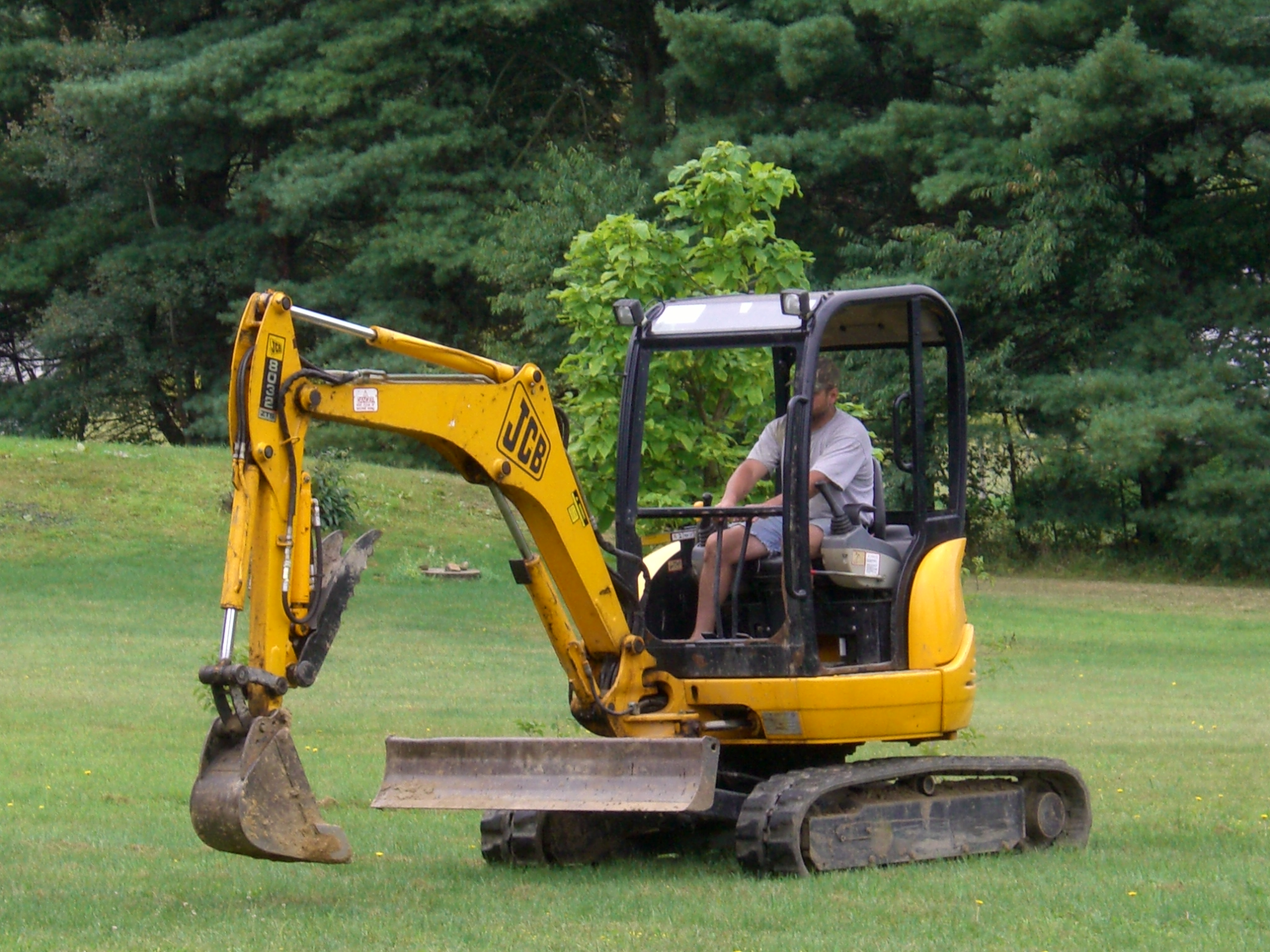
Hidraulikus kotró

## Alkalmazása
Hidrosztatikus hajtásokat igen kiterjedten használják a gépek működtetésénél. A legegyszerűbb ilyen szerkezetek a kézi működtetésű hidraulikus emelők. Földmunkagépeknél és mezőgazdasági gépeknél alkalmazásuk azért előnyös, mert egy központi erőforrásból (belsőégésű motor) lehet működtetni nagyon sok részfeladatot ellátó gépet: kormánymű, kerekek hajtása, kitámasztó lábak működtetése, tolólap emelése-süllyesztése, és így tovább. Sok önjáró daru, autódaru, markológép, árokásógép, bányagép készül hidraulikus hajtással. Tehergépkocsiknál hidraulikus daru, hátlap hidraulikus emelése és zárása, a rakfelület megdöntése szintén hidraulikus úton történik. Igen elterjedtek a nagy forgalmú pontokon a hidraulikus felvonók többek között zajmentes, nyugodt üzemük miatt. Gépkocsikon a hidraulikus fékek kiszorították a mechanikus rendszereket. Az egészen kis repülőgépektől eltekintve általánossá vált a repülőgépeken a hidraulika alkalmazása a kormányfelületek, segédszárnyak, futómű mozgatásánál. Tengerészeti repülőgépeknél a szárny összecsukását is általában hidraulika végzi abból a célból, hogy a repülőgéphordozó hangárjában kisebb helyen lehessen tárolni.

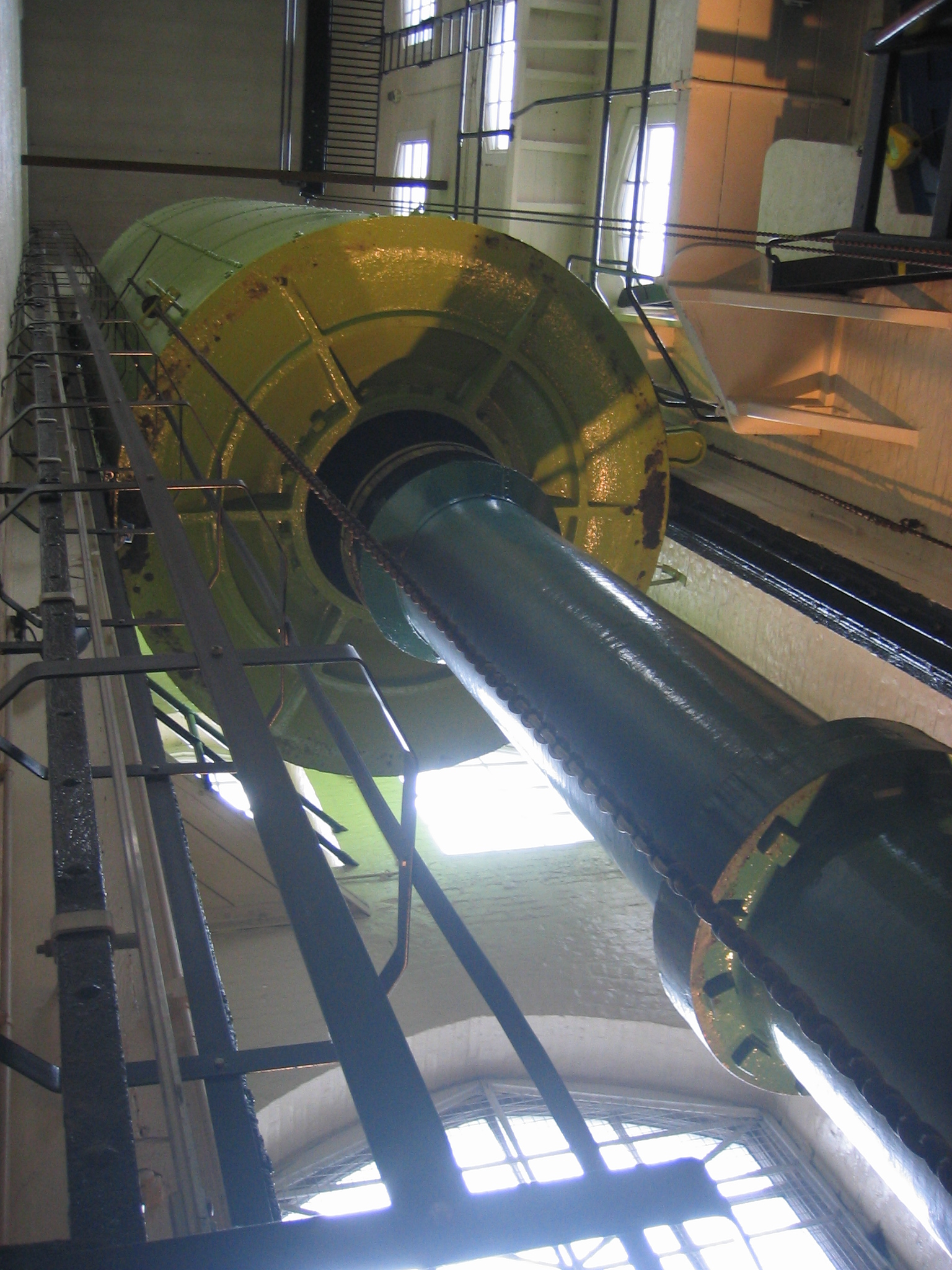
A Tower Bridge hidraulikus akkumulátora

## Története
Az első hidraulikus sajtót Joseph Bramah szabadalmaztatta 1795-ben. Bramah műhelyében foglalkoztatott Henry Maudslay javaslata, hogy a hidraulikus henger dugattyúját bőr tömítéssel lássák el átütő sikernek bizonyult. Ennek az ötletnek következtében a kovácsműhelyekben a gőzkalapácsot helyenként hidraulikus sajtókkal váltották fel. Akkoriban az erőforrást nagyméretű gőzgépek jelentették, ezért ezekkel központi hidraulikus tápegységeket hoztak létre, melyekről az egyedi gépeket ellátták. Hidraulikával működtettek darukat és más gépeket. A legnagyobb hidraulikus rendszer Londonban működött. Hidraulikával működtették a Bessemer-konvertereket, a csatornák zsilipkapuit és a felnyitható hidakat, néhány még ma is működik közülük. Híres felnyitható híd a londoni Tower Bridge, melynél eredetileg gőzgép hajtotta szivattyúk nyomták hidraulikus akkumulátorba vizet, nyitáskor és záráskor ezekkel mozgatták a szerkezetet. 
A budapesti Operaház megnyitása idején korszerű színpadtechnikájának hidraulikus mozgatása híres volt. Hidraulika folyadékként vizet használtak a tűzveszély elkerülése végett. Az eredeti technika majdnem egy évszázadon keresztül működött, a 20. század végén cserélték le az öntöttvasból készült munkahengerek elöregedése miatt.